# Wokuhl-Dabelow

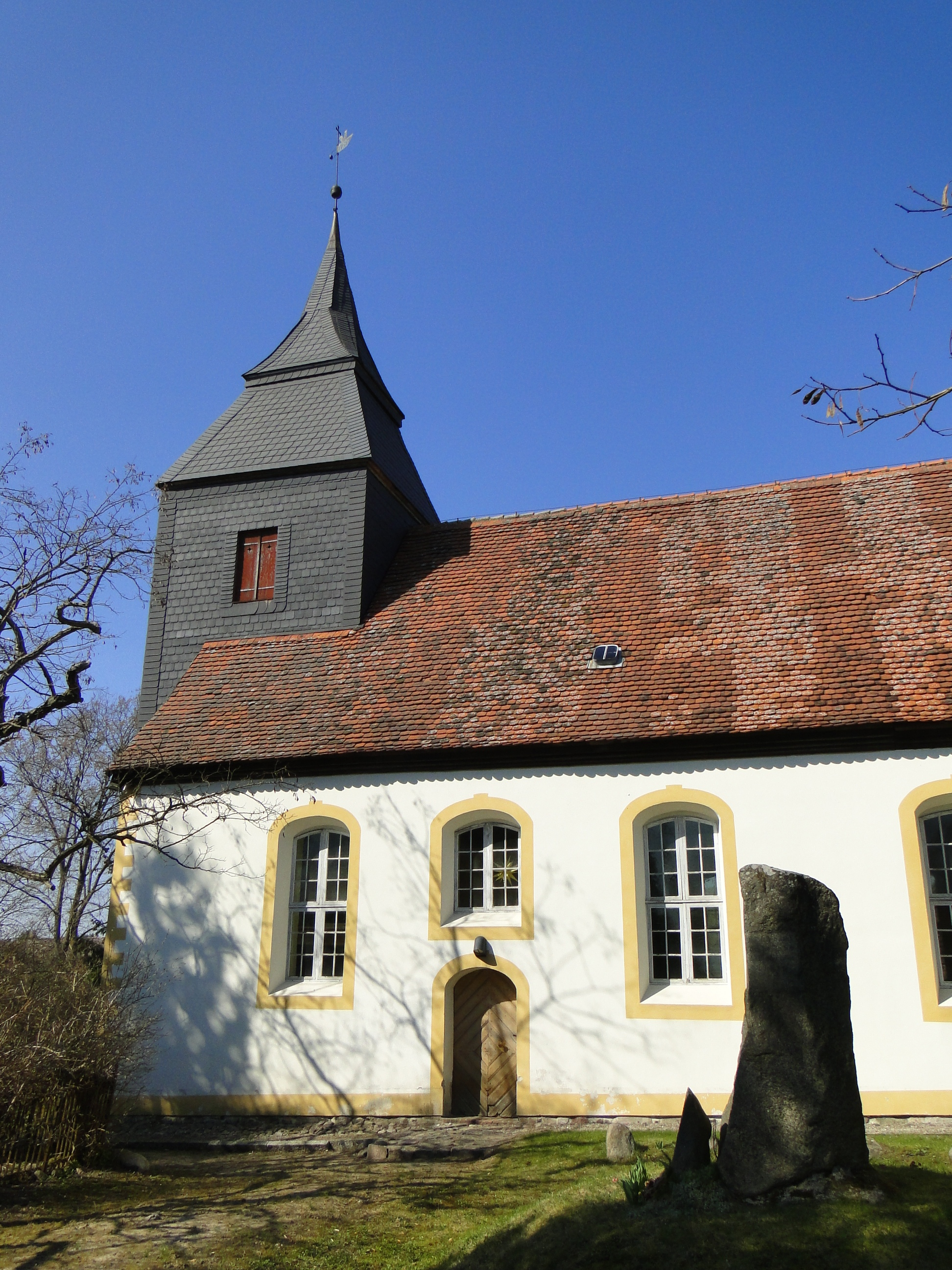
Kirche in Wokuhl

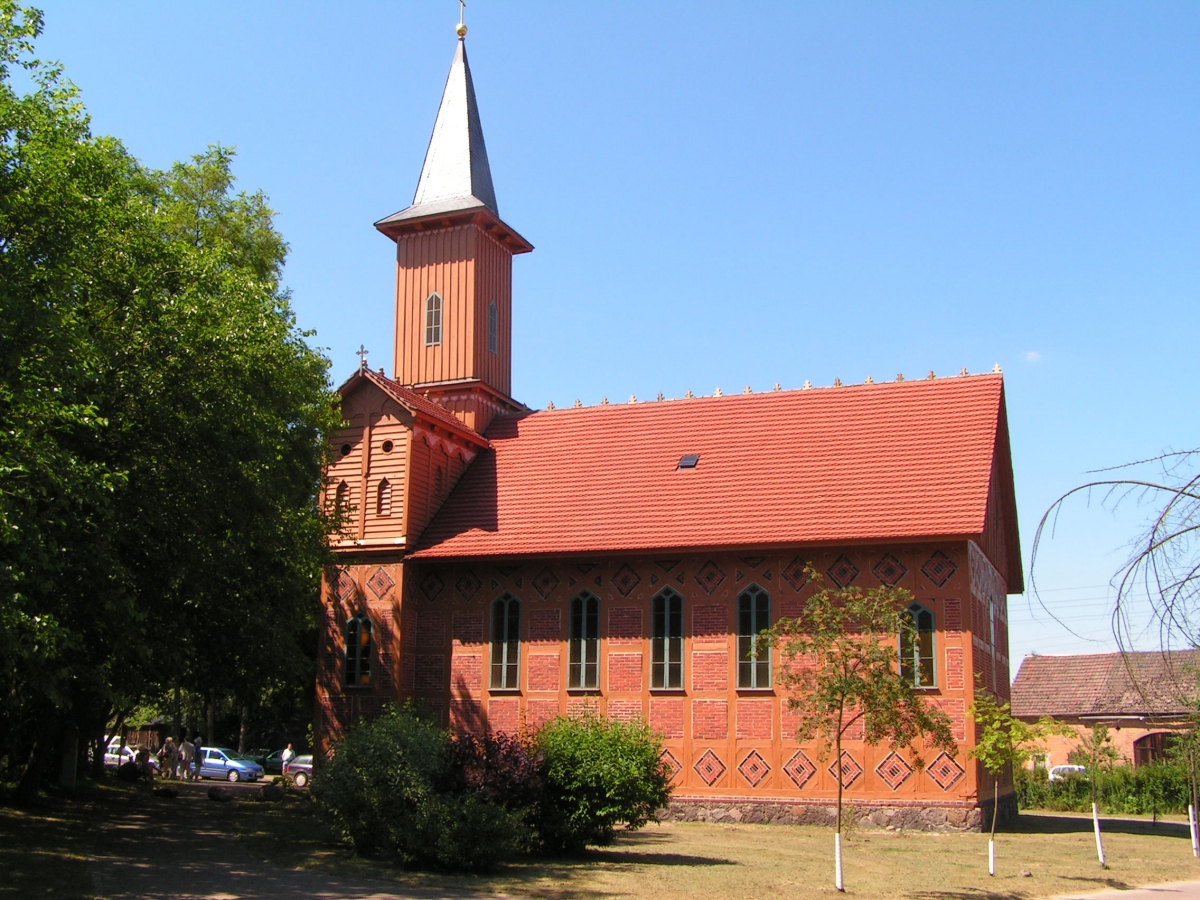
Kirche in Dabelow

Wokuhl-Dabelow ist eine Gemeinde im Landkreis Mecklenburgische Seenplatte im Süden Mecklenburg-Vorpommerns an der Grenze zu Brandenburg. Die Gemeinde wird vom Amt Neustrelitz-Land mit Sitz in der nicht amtsangehörigen Stadt Neustrelitz verwaltet.

## Geografie
Das Gemeindegebiet befindet sich im Müritz-Nationalpark und dem Naturpark Feldberger Seenlandschaft an der Grenze zum brandenburgischen Landkreis Oberhavel. Das Gebiet ist wald- und seenreich (u. a. Dabelowsee, Großer Brückentinsee und im Norden der Große Fürstenseer See) und weist ein starkes, eiszeitlich geprägtes Relief auf. Wokuhl ist etwa zwölf Kilometer von Neustrelitz entfernt, Dabelow etwa zwölf Kilometer von Fürstenberg/Havel. Die beiden Haupt-Gemeindeteile liegen fünf Kilometer voneinander getrennt.
Umgeben wird Wokuhl-Dabelow von den Nachbargemeinden Carpin im Norden, Feldberger Seenlandschaft im Osten, Fürstenberg/Havel im Süden, Godendorf im Südwesten sowie Neustrelitz im Westen und Nordwesten.

## Gemeindegliederung
Die Gemeinde entstand aus der Fusion der beiden bis zum 5. Mai 2001 eigenständigen Gemeinden Wokuhl und Dabelow. Weiterhin gehören als Ortsteile Brückentin, Carolinenhof, Comthurey, Grammertin, Herzwolde, Neubrück und Wutschendorf zur Gemeinde.

## Geschichte
Durch die heutigen Ortsteile Wokuhl und Neubrück führte bereits im Mittelalter ein wichtiger Frachtweg, der später Poststraße wurde und bis heute über weite Strecken erhalten ist. Er verlief von Rostock nach Lychen – von hier aus in östlicher Richtung mit Anschluss nach Stettin und zum Oderknie sowie weitergehend zu Handelsstraßen in den Donau-Balkan-Raum; in westlicher Richtung nach Brandenburg, Magdeburg sowie zu Handelswegen an Rhein und Donau. Es steht zu vermuten, dass einst auch die Ortsteile der heutigen Gemeinde Wokuhl-Dabelow vom Warentransfer entlang dieser Frachtroute profitierten – dies besonders zu Hochzeiten der Hanse.
Im Ortsteil Brückentin befindet sich seit 1994 die Jugendnaturschutzakademie Brückentin mit Wohn- und Seminarhäusern.

### Wokuhl
Die erste urkundliche Erwähnung des Ortes Wokuhl stammt aus dem Jahre 1285. Der Ortsname ist slawischen (redarischen) Ursprungs. Die älteste bekannte Bezeichnung des Ortes Wokuhl (13. Jahrhundert) lautete Wokun. Daraus lässt sich die  Bedeutung „Ort, wo Barsche leben“ ableiten. Eine andere Deutung erklärt die Ableitung von okno bzw. okulu, was auf rund bzw. Brunnen hindeuten würde. Am 1. Juli 1950 wurde die bis dahin eigenständige Gemeinde Herzwolde eingegliedert.

### Comthurey
In der Nähe des Ortsteiles Comthurey befand sich seit dem Ende des 13. Jahrhunderts die Komturei Gardow. Diese wurde im Jahr 1648 säkularisiert. Der Ort Gardow selbst wurde schon im Jahr 1548 wüst genannt.
In der Zeit des NS-Staates (1934–1944) befand sich in Comthurey ein Versuchsgut für „Dynamisch-biologische Landwirtschaft“ unter der Leitung von Oswald Pohl. Dieses Konzept basierte vor allem auf dem Anbau „deutscher“, in diesem Falle zu interpretieren als „regionaler“ Obst-, Gemüse- und Kräutersorten, sowie die Haltung von „deutschrassigen“ Nutztieren wie Schweinen, Kühen und Hühnern, die Deutschland vom Import aus dem Ausland unabhängig machen sollten. Pohl, der zugleich Leiter des SS-Wirtschafts- und Verwaltungshauptamtes (WVHA) war, war ein starker Verfechter dieser Anbauweise, weshalb er das Gut nicht nur einrichtete, sondern auch samt Familie im dortigen Herrenhaus einzog und viel Geld investierte. Zwangsarbeiter aus dem KZ Ravensbrück, vor allem Zeugen Jehovas, die die Inhaftierung als Prüfung Gottes ansahen und deswegen keinerlei Flucht- oder Widerstandsversuche unternahmen, wurden dort eingesetzt. Im Vergleich zum KZ waren die Lebensbedingungen erträglicher, trotzdem wurden die Häftlinge ausgebeutet, allerdings (aufgrund geringer Fluchtgefahr etc.) kaum bewacht. Pohls Kinder, insbesondere die in einem Lebensborn-Heim geborene Adoptivtochter Heilwig, betrachteten die meisten dort in Baracken untergebrachten Häftlinge sogar als Familienmitglieder und hatten ein relativ gutes Verhältnis zu ihnen. Pohl und seine Frau Eleonore wurden von ihnen jedoch als herrisch empfunden und nutzten die Häftlinge als billige Arbeitskräfte aus, auch für private Zwecke wie Reparaturen im Haus. Bei der Evakuierung wurden die Häftlinge mitgenommen, das Gut von der Roten Armee samt Familienschätzen der Pohls geplündert.

### Dabelow
Die urkundliche Ersterwähnung des Ortes Dabelow stammt aus dem Jahre 1286. Der Name „Dobelowe“ leitet sich vom slawischen Wort dobli für „stark“ und „edel“ ab.

## Dienstsiegel
Die Gemeinde verfügt über kein amtlich genehmigtes Hoheitszeichen, weder Wappen noch Flagge. Als Dienstsiegel wird das kleine Landessiegel mit dem Wappenbild des Landesteils Mecklenburg geführt. Es zeigt einen hersehenden Stierkopf mit abgerissenem Halsfell und Krone und der Umschrift „GEMEINDE WOKUHL-DABELOW * LANDKREIS MECKLENBURGISCHE SEENPLATTE“.

## Sehenswürdigkeiten
- Dorfkirche in Dabelow aus dem 19. Jahrhundert als Fachwerkbau und mit Dachreiter nach Plänen von Friedrich Wilhelm Buttel
- Barocke Dorfkirche in Wokuhl von 1736 mit massivem Westturm, 1780 um zwei Fenster erweitert; barocke Ausstattung.
- Pfarrhaus in Wokuhl als Backsteinbau mit Krüppelwalm.

→ Siehe auch Liste der Baudenkmale in Wokuhl-Dabelow

## Verkehrsanbindung
Die Gemeinde Wokuhl-Dabelow liegt etwa sechs Kilometer östlich der Bundesstraße 96 (Berlin–Stralsund) und der Bahnstrecke Berlin–Stralsund. Von Strelitz-Alt bzw. Godendorf-Düsterförde aus führen kleinere Landstraßen nach Wokuhl-Dabelow.
Die Anbindung an Neustrelitz bzw. Strelitz-Alt wird unter der Woche mit den Linienbussen der MVVG sichergestellt (Buslinie 639). In den Schulferien ist das Angebot auf einzelne Wochentage beschränkt.

## Persönlichkeiten

### Wokuhl
- Max Blum (1864–1902), Kaufmann und plattdeutscher Schriftsteller

### Grammertin
- Julius Curtius (1877–1948), Reichswirtschaftsminister und Reichsaußenminister der Weimarer Republik, war Besitzer des Erbpachtgutes
- Hans Bernd von Haeften (1905–1944), deutscher Jurist und Widerstandskämpfer gegen das NS-Regime (Kreisauer Kreis), war Besitzer des Erbpachtgutes

### Herzwolde
- Erna Weiland (1888–1954), erste deutsche Abgeordnete